# Campeonato Mundial de Waterpolo Femenino de 2029
El XX Campeonato Mundial de Waterpolo Femenino se celebrará en Pekín (China) en el año 2029 dentro del XXIV Campeonato Mundial de Natación. El evento será organizado por la Federación Internacional de Natación (FINA) y la Federación China de Natación.